# Lauf, Baden-Württemberg
Lauf är en kommun och ort i Ortenaukreis i regionen Südlicher Oberrhein i Regierungsbezirk Freiburg i förbundslandet Baden-Württemberg i Tyskland.
Kommunen ingår i kommunalförbundet Achern tillsammans med staden Achern och kommunerna Sasbach och Sasbachwalden.